# Africa
Africa — песня американской рок-группы Toto. Песня вошла в альбом 1982 года Toto IV, и, в феврале 1983 года, достигла вершины хит-парада Billboard Hot 100, а также третьей строчки в хит-параде UK Singles Chart, в том же месяце. Песня написана клавишником группы Дэвидом Пэйчем и ударником Джеффом Поркаро. Пэйч поёт в двух куплетах песни, Бобби Кимбол, Стив Люкатер и Пэйч поют припев.
«Africa» стала одной из самых известных песен Toto, хотя она сильно отличается от прежних песен группы и некоторые участники считали, что это не звучание Toto.
После выпуска «Africa» исполнялась во всех концертных турах Toto до распада группы в 2008 году.
Песня «Africa» вошла как саундтрек из сериала «Очень Странные Дела». И в компьютерных играх GTA Vice City, Call of Duty: Warzone, Quantum Break и Rock Band 4.

## Видеоклип
Видеоклип к песне снял режиссёр Стив Бэйррон. Действие клипа происходит в библиотеке, Дэвид Пэйч в роли исследователя, который ищет книгу «Africa». Остальные музыканты играют на этой книге. В конце клипа показана рука африканского аборигена, кидающая копьё, после чего книга сгорает.
В июне 2024 года клип достиг отметки в один миллиард просмотров на YouTube.

## Позиции в хит-парадах и сертификации
| Страна                   | Место |
| ------------------------ | ----- |
| Австралия                | 5     |
| Австрия                  | 7     |
| Бельгия (Фландрия)       | 7     |
| Великобритания           | 3     |
| Германия                 | 14    |
| Ирландия                 | 2     |
| Канада                   | 1     |
| Нидерланды               | 4     |
| Новая Зеландия           | 5     |
| США                      | 5     |
| США (Rock Digital Songs) | 37    |
| Финляндия                | 18    |
| Франция                  | 185   |
| Швейцария                | 6     |
| Южная Африка             | 18    |

| Регион | Сертификация   | Продажи   |
| --- | -------------- | --------- |
| Австралия (ARIA) | 13× Платиновый | 910 000   |
| Канада (Music Canada) | Золотой        | 50 000^   |
| Дания (IFPI Danmark) | 2× Платиновый  | 180 000   |
| Германия (BVMI) | 3× Золотой     | 750 000   |
| Италия (FIMI) | 2× Платиновый  | 140 000   |
| Новая Зеландия (RMNZ) | 8× Платиновый  | 240 000   |
| Испания (PROMUSICAE) | 2× Платиновый  | 120 000   |
| Великобритания (BPI) | 4× Платиновый  | 2 400 000 |
| США (RIAA) | 8× Платиновый  | 8 000 000 |
| ^ Данные о тиражах приведены только на основе сертификации. · Данные о продажах + прослушиваниях приведены только на основе сертификации. |                |           |

## Кавер Weezer

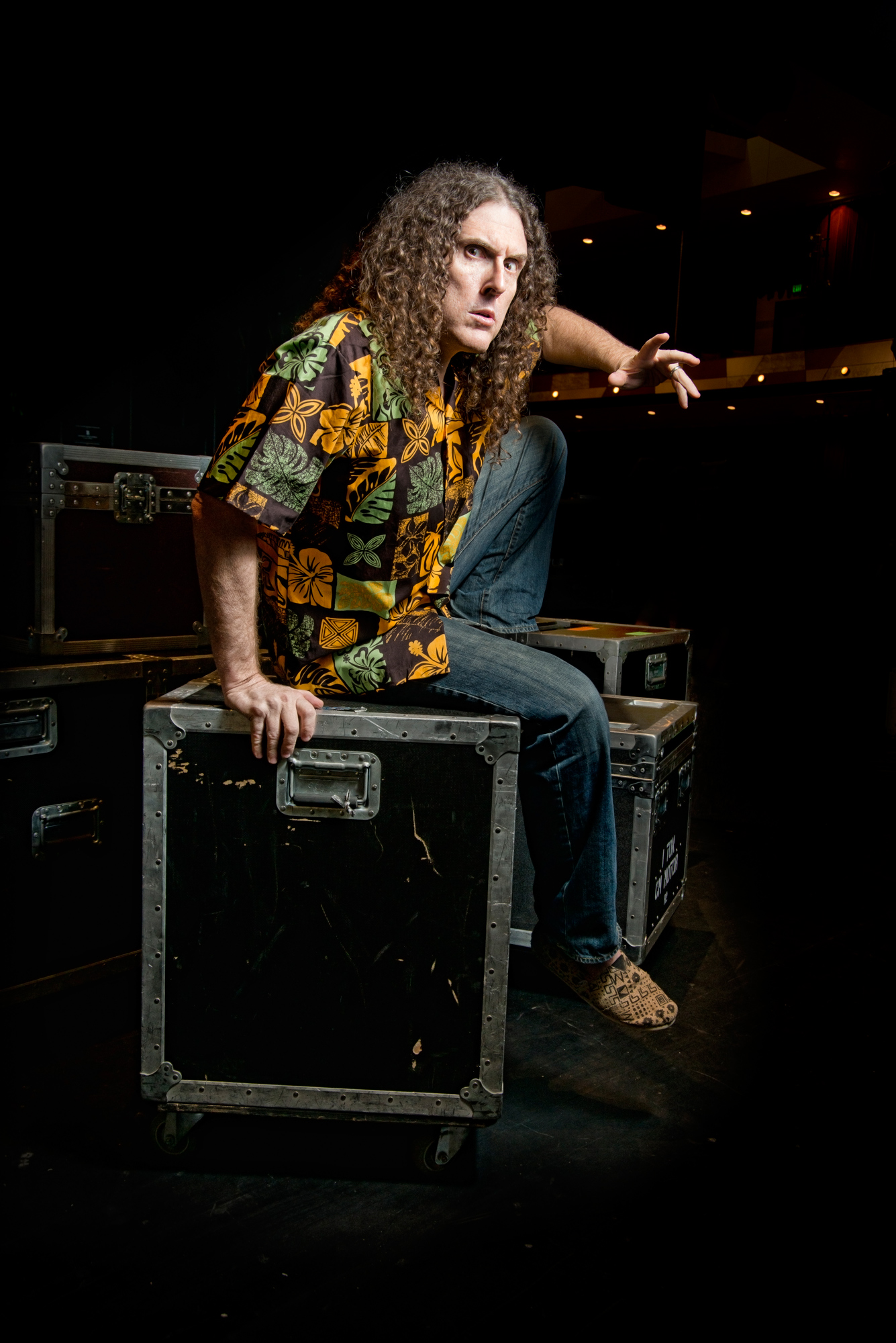
Странный Эл Янкович принял участие в видеоклипе на песню. Весь клип — это пародия клипа на песню «Undone – The Sweater Song»

Группа Weezer записала кавер на песню «Africa» после инициированной поклонниками кампании в социальных сетях; песня вышла 29 мая 2018 года.
В декабре 2017 года пользователь Twitter «@WeezerAfrica», которым управляет 14-летняя жительница Кливленда, штат Огайо Мэри Клим, написал в Твиттере следующее: 

@RiversCuomo пришло время благословить дожди в Африке.
 После долгих споров между Мэри и барабанщиком Weezer Патриком Уилсоном группа выпустила кавер-версию «Rosanna», другой песни Toto, чтобы затроллить Мэри Клим и тех, кто требовал кавер на «Africa».
Weezer окончательно выпустила песню «Africa» 29 мая 2018 года. Это был первый хит группы на Hot 100 с момента выхода сингла «(If You're Wondering If I Want You To) I Want You To» в 2009 году. Сингл занял 51 место в хит-параде Hot 100, также песня занял 1 строчку в чарте Billboard Alternative Songs в августе 2018 года — это первая песня группы, которая стала синглом номер один со времён «Pork and Beans» в 2008 году.
Лимитированная серия 7-дюймовых виниловых пластинок была выпущена группой Weezer в июле 2018 года и продавалась исключительно через компанию Urban Outfitters. Тираж был ограничен 1500 экземплярами, с песней «Africa» в качестве стороны «А» и песней «Rosanna» в качестве стороны «Б». Обложка имеет фон из пальмовых листьев с твитом, который вдохновил на запись кавера в центре обложки..
Вскоре после выхода песни Weezer появились на шоу Jimmy Kimmel Live! вместе с клавишником Стивом Поркаро из Toto для продвижения сингла. В ответ группа Toto 9 августа 2018 года выпустили кавер на песню Weezer 2001 года «Hash Pipe», дебютировав на концерте за неделю до этого.
Weezer выпустила музыкальное видео на песню «Africa» в сентябре 2018 года, стилизованное как пародия на видеоклип их более раннего сингла «Undone – The Sweater Song». На голубом фоне выступают дублёры группы Weezer, со странным Элом Янковичем, пародирующим Риверса Куомо, когда как остальные пародируют остальных членов группы Weezer.
Песня вошла в нежданный для поклонников группы сборник каверов Weezer (The Teal Album) в январе 2019 года.

## Хит-парады кавер-версии
| Хит-парад (2018)                             | Позиция в хит-параде |
| -------------------------------------------- | -------------------- |
| Канада (Billboard Rock)                      | 33                   |
| Mexico Ingles Airplay (Billboard)            | 42                   |
| США (Billboard Hot 100)                      | 51                   |
| США (Billboard Adult Contemporary)           | 19                   |
| США (Billboard Adult Pop Airplay)            | 3                    |
| США (Billboard Hot Rock & Alternative Songs) | 5                    |
| США (Billboard Pop Airplay)                  | 26                   |